# Bánovce nad Bebravou
Bánovce nad Bebravou (Duits: Banowitz) is een Slowaakse gemeente in de regio Trenčín, en maakt deel uit van het district Bánovce nad Bebravou.
Bánovce nad Bebravou telt 20.725 inwoners.